# Descent Propulsion System

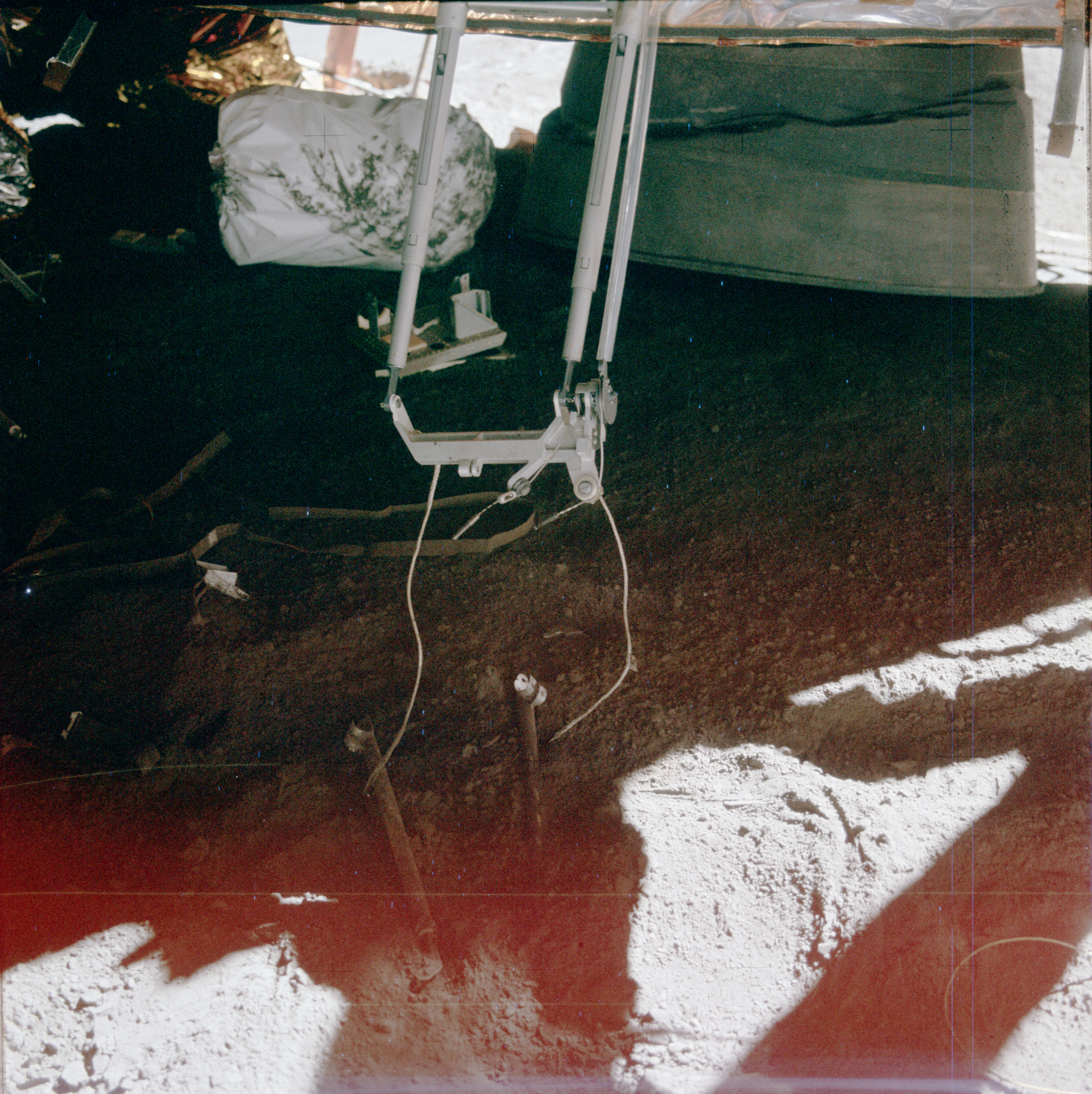
O bocal do motor de descida foi projetado para se quebrar, caso o pouso fosse em terreno muito irregular, o que aconteceu na missão Apollo 15

O Descent Propulsion System (DPS) ou Lunar Module Descent Engine (LMDE) é um motor de foguete hipergólico de empuxo variável, desenvolvido pela Space Technology Laboratories para uso no estágio de descida do Módulo Lunar Apollo. Ele usava Aerozine 50 como combustível, e tetróxido de nitrogênio (
N2O4) como oxidante. Esse motor usava um injetor com pino exclusivo, um desenho que mais tarde seria usado também no motor Merlin da SpaceX.